# 尾尖合耳菊
尾尖合耳菊（学名：Synotis acuminatus）是菊科合耳菊属的植物。分布于尼泊尔、不丹、锡金以及中国大陆的西藏等地，生长于海拔2,600米至3,350米的地区，见于山坡林缘或溪边，目前尚未由人工引种栽培。

## 异名
- Senecio acuminatus Wall. ex DC.